# Francesco Altimari
Francesco Altimari (ur. 1955) – włoski albanista, profesor zwyczajny na Uniwersytecie w Kalabrii, członek Włoskiego Stowarzyszenia Studiów Europy Południowo-Wschodniej oraz honorowy członek Akademii Nauk Albanii.